# Absolute Return
Absolute Return ist das Maß der absoluten Wertsteigerung einer Anlage in einem gegebenen Zeitraum. Er steht dem Relative Return gegenüber, der sich auf das Maß des besseren Abschneidens relativ zu einem Vergleichsbenchmark bezieht (siehe auch Alphafaktor).
Absolute Return findet sich vor allem als Werbeversprechen bei einigen alternativen Investments, wonach, anders als bei klassischen Kapitalanlagen (Investmentfonds, Aktien, verzinsliche Wertpapiere) der Manager versucht, in jeder Marktphase einen stetigen Kapitalzuwachs (Absolute Return) möglichst ohne Schwankungen (Volatilität), zu erzielen. Konkret kann dies etwa geschehen, indem der Manager stets diejenigen Anlagen am Kapitalmarkt auswählt, bei denen er in der nächsten Anlageperiode einen absoluten Return erwartet. Typischer ist jedoch, dass die Anlagerichtlinien den Einsatz von Leerverkäufen erlauben. Der Manager führt dann eine spekulative Einschätzung der zukünftigen Marktentwicklung durch und wenn diese auf einen Bärenmarkt hindeutet, versucht er durch Leerverkäufe dennoch eine Wertsteigerung herbeizuführen. Das Risiko der Fehlspekulation verbleibt jedoch bei dem Anleger, da die Produkte keine Garantie für Spekulationserfolge geben.
Absolute Return darf nicht verwechselt werden mit Total Return, das sich auf die Gesamtrendite einer Anlage einschließlich ausgezahlten Zinsen und abgeführten Steuern bezieht.

## Kritik
Der US-amerikanische Finanzbuchautor Larry Swedroe weist darauf hin, dass der HFRX Absolute Return Index, der die durchschnittliche Wertentwicklung von Hedgefonds mit Absolute-Return-Strategie misst, 2008 einen Verlust von 13,1 %, 2009 einen Verlust von 3,6 % und 2010 einen Verlust von 0,1 % auswies. Absolute-Return-Produkte seien ein weiteres Finanzprodukt, das nur darauf ausgelegt sei, verkauft, und nicht gekauft zu werden. Niemand solle Geld darin anlegen; das einzige ernstzunehmende Produkt mit Absolute Return seien (in den USA) treasury bills (Finanzierungsschätze mit bis zu einjähriger Laufzeit).